# Blessagno
Blessagno är en ort och kommun i provinsen Como i regionen Lombardiet i Italien. Kommunen hade 282 invånare (2018).